# Anna von Österreich-Tirol

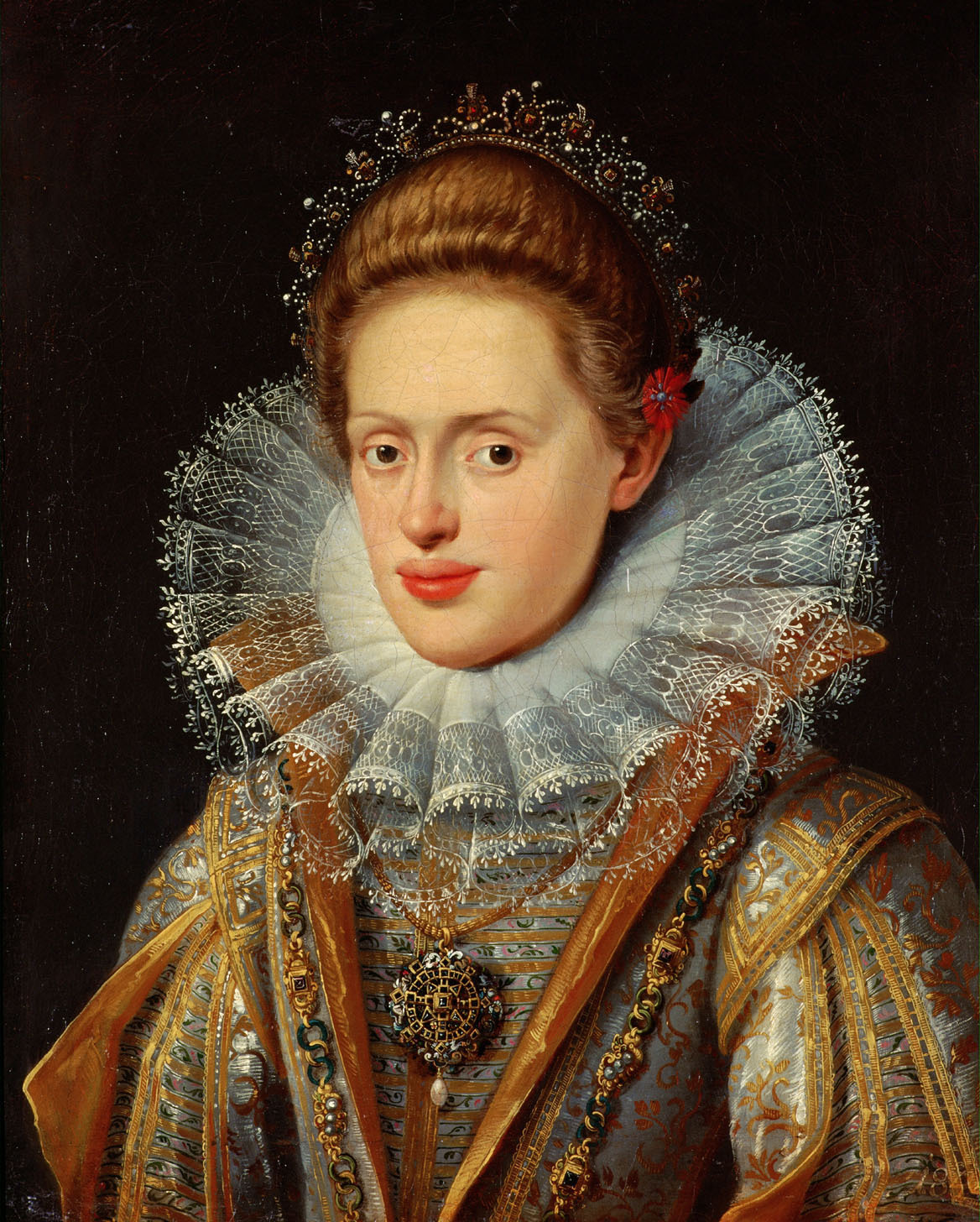
Erzherzogin Anna von Österreich-Tirol

Erzherzogin Anna von Österreich-Tirol (* 4. Oktober 1585 in Innsbruck; † 15. Dezember 1618 in Wien) war die Gemahlin von Kaiser Matthias und somit Kaiserin des Heiligen Römischen Reichs von 1612 bis 1618.

## Leben

Grab Kaiser Matthias und seiner Frau Anna

Anna war eine Tochter von Erzherzog Ferdinand II. von Tirol und dessen zweiter Frau Anna Caterina von Gonzaga. Sie wuchs in Tirol auf. Am 4. Dezember 1611 wurde sie in Wien mit dem späteren Kaiser Matthias verheiratet. Am 26. Juni 1612 wurde Anna von Tirol als erste frühneuzeitliche Kaiserin des Heiligen Römischen Reiches in Frankfurt am Main öffentlich zur Kaiserin gekrönt. Ihre Ehe verlief recht harmonisch, blieb aber kinderlos. Wie auch ihre Schwestern und ihre Mutter war die streng katholisch gesinnte Anna von außergewöhnlicher Frömmigkeit. Gegenstände, die ihren persönlichen Andachtsübungen dienten, darunter eine Geißel zur Selbstdisziplinierung, befinden sich heute in der Geistlichen Schatzkammer in der Wiener Hofburg. Sie unterstützte die Ansiedlung der Kapuziner in Wien und stand insbesondere unter dem Einfluss des Kardinals Melchior Khlesl. Auf die von den Erzherzögen Maximilian III. und Ferdinand II. überbrachte Mitteilung von der Verhaftung des Kardinals am 20. Juli 1618 reagierte sie sehr empört. Sie starb bereits am 15. Dezember 1618 im Alter von 33 Jahren nur 3 Monate vor ihrem Ehemann.
Kaiserin Anna legte in ihrem Testament fest, dass in Wien ein Kapuzinerkloster samt Gruft für sie und ihren Mann Kaiser Matthias errichtet werden sollte. Diese Gruft ist die auch heute noch erhaltene Kapuzinergruft, in deren Gründergruft sie 1633 in einem Sarkophag an der Seite ihres Mannes ihre letzte Ruhe gefunden hat. Kaiserin Anna gehört zu jenen 41 Personen, die eine „Getrennte Bestattung“ mit Aufteilung ihres Körpers auf alle drei traditionellen Wiener Begräbnisstätten der Habsburger (Kaisergruft, Herzgruft, Herzogsgruft) erhielten.